# Ernesto II di Svevia
Ernesto II (1007 circa – 17 agosto 1030) fu duca di Svevia dal 1015 al 1030.

## Biografia
Membro della famiglia Babenberg, era figlio di Ernesto I e Gisella di Svevia. Come figlio maggiore divenne duca dopo la morte del padre nel 1015. Essendo minorenne, il governo della Svevia fu gestito da dei reggenti. Inizialmente sua madre Gisella assunse la posizione di reggente; in seguito lasciò il posto allo zio di Ernesto, Poppo, arcivescovo di Treviri.
Nel 1024 il marito di Gisella, Corrado, che aveva sposato nel 1016, fu eletto re di Germania come Corrado II. Sebbene Ernesto ed il patrigno andarono d'accordo in un primo tempo, presto delle controversie divisero il duca e il patrigno. Ernesto infatti risentiva il potere dei re tedeschi sulla Svevia ed inoltre entrambi erano potenziali pretendenti del regno di Borgogna dopo la morte senza figli di Rodolfo III: infatti la madre di Gisella era Gerberga, una sorella del re, e sia Corrado che Ernesto desideravano diventare l'eventuale successore di Rodolfo.
Nel 1025 Ernesto, che era ancora relativamente giovane, si ribellò contro Corrado assieme a Guelfo III della stirpe Welfen. Nel 1026, tuttavia, il re sconfisse i ribelli e Ernesto alla fine si sottomise al patrigno. Partecipò quindi alla Romzug del patrigno del 1026-1027. Mentre era nel Regnum Italicum, Corrado rimandò Ernesto in Svevia per schiacciare i ribelli che ancora resistevano. Al suo ritorno, tuttavia, Ernesto si unì nuovamente ai ribelli ma il rifiuto dei maggiorenti svevi locali di sostenerlo causò la sua sconfitta. Fu costretto nuovamente ad arrendersi e fu imprigionato. Gisella, probabilmente reggente del ducato durante la prigionia del figlio e nonostante sostenesse Corrado contro suo figlio, fece sì che Ernesto rimanesse duca.
Nel 1028, il figlio di Corrado Enrico fu incoronato re congiuntamente al padre. In questo periodo, grazie alle pressioni di Enrico e Gisella, Ernesto fu liberato, anche se non riacquisì pienamente il potere ducale. Nella dieta di Pasqua del 1030 a Ernesto furono offerti pieni poteri se avesse represso i nemici di Corrado. Ernesto rifiutò l'offerta essendo coinvolto nella ribellione l'amico Guarniero/Werner di Kyburg, provocando la sua caduta finale, venendo privato del suo titolo ducale. Pochi mesi dopo Ernesto e Guarniero/Werner furono uccisi in una battaglia nella foresta Nera contro il vescovo di Costanza Wermann.
Ernesto fu sepolto sull'isola di Reichenau. Il ducato di Svevia passò al fratello minore Ermanno, non essendosi mai sposato e non avendo mai generato figli.